# Basil Hatim
Basil A. Hatim (* 19. November 1947 in Ninive) ist ein irakisch-britischer Übersetzer, Dolmetscher, Sprachwissenschaftler und Professor. Er hat Publikationen zur angewandten Linguistik, Textlinguistik, Übersetzung/Dolmetschung und Englisch als Zweitsprache (TESOL) veröffentlicht.

## Werdegang
Basil Hatim ist im Irak geboren und studierte im Irak, im Libanon und in Großbritannien. 1980 wurde er Studienleiter für Arabisch an der Heriot-Watt University in Edinburgh und ein Jahr später promovierte er im Fach Angewandte Linguistik und Translation an der University of Exeter. Er hat seitdem Vorträge an Universitäten in Großbritannien, Europa und im Nahen Osten gehalten. Seit 1999 ist er Professor für Übersetzung und Dolmetschen an der Fakultät für Arabisch und Translationswissenschaft an der American University of Sharjah in den Vereinigten Arabischen Emiraten.

## Thematische Schwerpunkte
Basil Hatim ist als Textlinguistiktheoretiker tätig und hat Titel zu diesem Thema sowie verwandten Bereichen veröffentlicht. Er ist Vorstandsmitglied mehrerer Fachzeitschriften und hat 50 Artikel im Bereich interkulturelle Kommunikation veröffentlicht.

## Weitere Funktionen und Mitgliedschaften
- Vorstandsmitglied: verschiedener internationaler Zeitschriften in den Bereichen Angewandte Linguistik, Translation, Dolmetschen, Interkulturelle Kommunikation[3][6]

## Forschungsschwerpunkte
- Angewandte Linguistik[3][6]
- Literarische Übersetzung[1]
- Translationswissenschaft[3][4][5][6]
- Interkulturelle Kommunikation[6]
- Textlinguistik[3][4][6]
- Übersetzungstheorie[1][6]
- TESOL[3][6]

## Veröffentlichungen (Auswahl)
- 1983: „Discourse/text linguistics in the training of interpreters“, in: W. Wilss und G. Thome (Hrsg.), Translation Theory and its Implementation in the Teaching of Translation and Interpreting. Tubingen: Gunter Narr Verlag.[1]
- 1987: „A text-linguistic model for the analysis of discourse errors: Contributions from Arabic linguistics“, in: J. Monaghan (Hrsg.), Grammar in the Construction of Texts. London: Francis Pinter.[1]
- 1988: „Discourse hybridization in the translation process“, in: G. Anderman und M. Rogers (Hrsg.), Translation in Language Teaching and for Professional Purposes. Surrey: Surrey University Press.[1]
- 1990: Discourse and the Translator. Basil Hatim und Ian Mason. London und New York: Longman.[2][6][7]
- 1997: Communication Across Cultures: Translation Theory and Contrastive Text Linguistics. Exeter: University of Exeter Press.[2][6]
- 2004: Translation: An Advanced Resource Book (Serie: Routledge Applied Linguistics). Basil Hatim und Jeremy Munday. London and New York: Routledge.[2][6]